# Cory Martin
Cory Martin (né le 22 mai 1985) est un athlète américain spécialiste du lancer du poids, du lancer du disque et du lancer du marteau.
Étudiant à l'Université d'Auburn dans l'Alabama, il remporte le titre NCAA 2008 du lancer du poids et du lancer du disque. Il termine sixième de ces deux épreuves lors des  sélections olympiques américaines pour les Jeux de Pékin. En 2009, Cory Martin se classe 4e du lancer du poids des Championnats des États-Unis en salle et en plein air. Le 20 mai, à Uberlandia, il améliore son record personnel au marteau avec 75,06 m.
Il établit la meilleure marque de sa carrière au poids le 24 mai 2010 à Tucson avec 22,10 m.